# Présidence de James Buchanan
15e président des États-Unis
Présidence de Franklin Pierce Présidence d'Abraham Lincoln
La présidence de James Buchanan débuta le 4 mars 1857, date de l'investiture de James Buchanan en tant que 15e président des États-Unis, et prit fin le 4 mars 1861. Buchanan, un démocrate originaire de Pennsylvanie, entra en fonction après avoir battu l'ancien président Millard Fillmore, candidat du Parti américain, et John Charles Frémont, candidat du Parti républicain, à l'élection présidentielle de 1856. Quatre ans plus tard, le républicain Abraham Lincoln lui succéda à la Maison-Blanche.  
En dépit de sa longue expérience au sein du gouvernement, Buchanan ne parvint pas à endiguer la crise profonde qui secouait le pays et qui culmina à la fin de sa présidence. Peu avant son arrivée au pouvoir, Buchanan avait fait pression sur la Cour suprême pour que cette dernière prenne la décision la plus large possible dans l'arrêt Scott v. Sandford. Buchanan espérait que le jugement rendu par la Cour apaiserait les tensions liées à l'esclavage dans les territoires, mais son soutien à l'arrêt lui aliéna une grande partie de la population du Nord. Il se joignit également aux représentants sudistes pour demander l'admission du Kansas à l'Union en tant qu'État esclavagiste, en vertu de la constitution de Lecompton. Alors que le fossé continuait de se creuser entre États esclavagistes et États libres, la nation fut frappée par la panique financière de 1857 qui entraîna de nombreuses faillites et une forte augmentation du chômage.
Les dissensions à propos de l'esclavage persistèrent jusqu'à la fin du mandat de Buchanan. Dans son discours inaugural, ce dernier avait promis de n'effectuer qu'un seul mandat à la tête du pays, et dans le contexte de l'agitation engendrée par la polémique sur l'esclavage, personne ne l'invita à revenir sur cet engagement. Le candidat républicain Abraham Lincoln, opposé à l'extension de l'esclavage dans les territoires occidentaux, remporta l'élection présidentielle de 1860 face au candidat démocrate Stephen A. Douglas et à l'ancien président de la Chambre John Bell qui concourait sous la bannière du Parti de l'Union constitutionnelle. 
À la suite de la victoire de Lincoln, sept États du Sud se séparèrent de l'Union pour former les États confédérés d'Amérique. Buchanan refusa d'intervenir militairement contre les sécessionnistes mais garda le contrôle de Fort Sumter. La guerre de Sécession éclata peu de temps après son départ de la Maison-Blanche. Buchanan est aujourd'hui considéré par les historiens comme l'un des pires présidents américains pour sa responsabilité écrasante dans le déclenchement de la guerre civile. 

## Élection présidentielle de 1856
Après la victoire de Franklin Pierce à l'élection présidentielle de 1852, Buchanan accepta le poste d'ambassadeur des États-Unis au Royaume-Uni. Ses responsabilités à l'étranger firent qu'il était absent du pays au moment du débat sur l'acte Kansas-Nebraska, qui déchira la nation en deux. Buchanan ne fit pas ouvertement part de son intention de briguer la nomination démocrate pour l'élection de 1856 mais il laissa ses soutiens faire campagne en son nom. La convention nationale démocrate se réunit en juillet 1856 et rédigea un programme qui reflétait dans une large mesure les idées de Buchanan, en particulier le maintien du Fugitive Slave Act, la volonté de mettre fin à l'agitation anti-esclavagiste et l'affirmation de la « prédominance américaine dans le golfe du Mexique ». Buchanan arriva en tête au premier tour de scrutin, galvanisé par le ralliement des puissants sénateurs John Slidell, Jesse Bright et Thomas F. Bayard, qui présentèrent Buchanan comme un dirigeant expérimenté capable de plaire aussi bien au Nord qu'au Sud. Le président Pierce et le sénateur Stephen A. Douglas cherchèrent également à obtenir la nomination de leur parti mais Buchanan fut désigné au 7e tour de scrutin. L'ancien représentant du Kentucky John C. Breckinridge fut choisi par la convention pour être son colistier.
En 1856, le Parti whig, qui avait été pendant longtemps le principal adversaire du Parti démocrate, s'était effondré et Buchanan dut affronter non pas un mais deux candidats au scrutin général : l'ancien président whig Millard Fillmore, qui se présentait sous la bannière du Parti américain, et le général John Charles Frémont, candidat du Parti républicain. Selon la coutume de l'époque, Buchanan laissa ses soutiens faire campagne pour lui mais il rédigea plusieurs lettres et promit de défendre le programme des démocrates. Le jour de l'élection, il remporta tous les États esclavagistes à l'exception du Maryland et cinq États libres dont la Pennsylvanie, son État de résidence. Avec 45 % du vote populaire et 174 votes au sein du collège électoral, il devançait ainsi largement Frémont (114 votes) et Fillmore (8 votes). Son élection fit de lui le premier et jusqu'à ce jour le seul président originaire de Pennsylvanie. Dans son discours de victoire, le président-élu critiqua le Parti républicain, le qualifiant de parti « dangereux » et « géographique » qui s'en était pris injustement au Sud. Il déclara en outre : « l'objectif de mon administration sera de détruire les divisions sectionnelles, au Nord comme au Sud, et de rétablir l'harmonie au sein de l'Union sous l'égide d'un gouvernement national et conservateur ».

## Cérémonie d'investiture

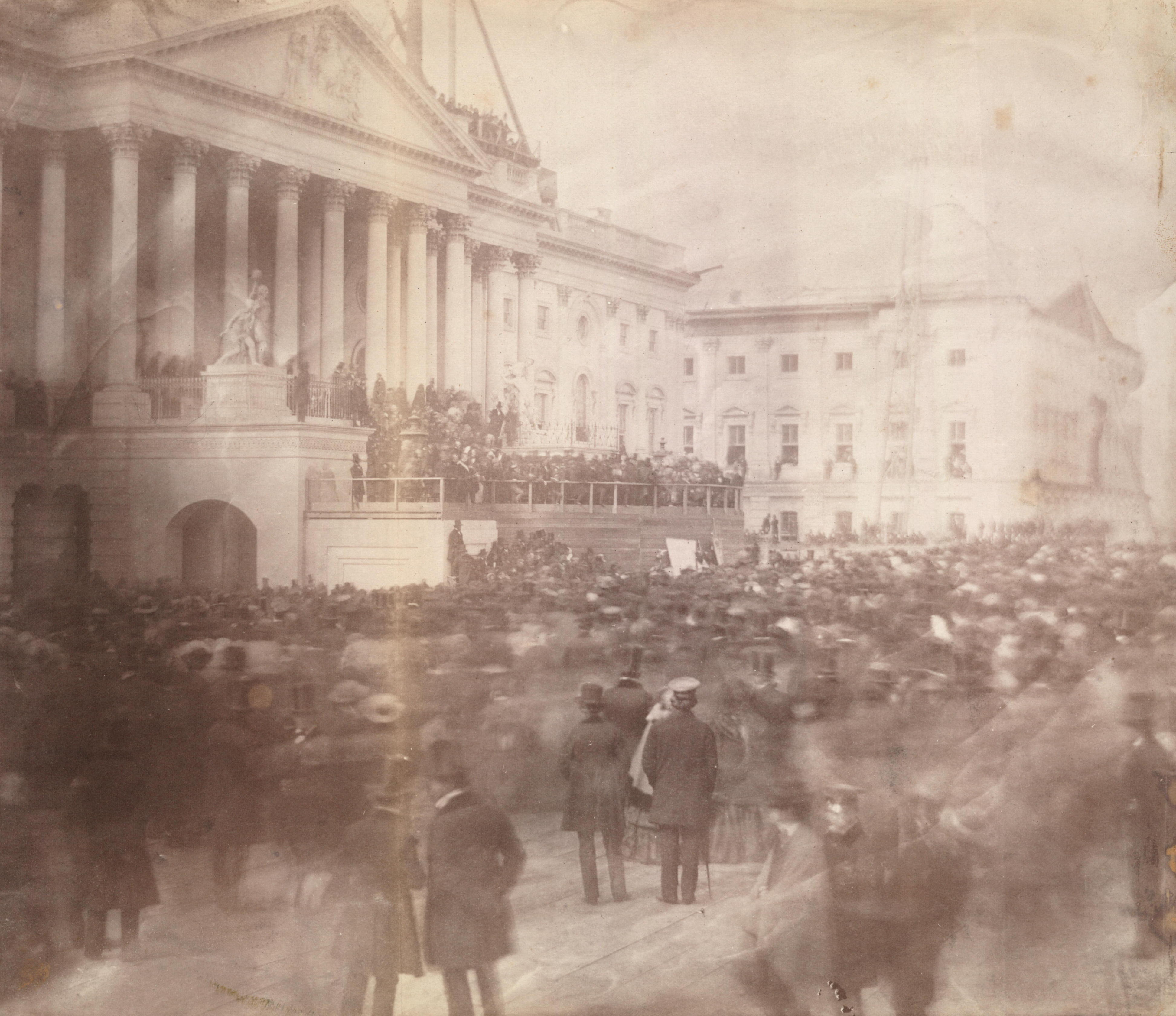
Investiture de James Buchanan devant le Capitole des États-Unis, le 4 mars 1857.

Buchanan fut investi en tant que président des États-Unis le 4 mars 1857 devant le portique est du Capitole. Le serment présidentiel fut administré par le juge en chef Roger B. Taney. C'est la première cérémonie d'investiture à avoir été photographiée. Dans son discours inaugural, Buchanan s'engagea à n'effectuer qu'un seul mandat et critiqua les divisions qui agitaient le pays au sujet de l'esclavage et de son statut dans les territoires : 

« Il est du devoir impératif et indispensable du gouvernement des États-Unis d'assurer à chaque habitant de ce pays l'expression libre et indépendante de son opinion par le vote. Ce droit sacré de chaque individu doit être préservé. Une fois ceci accompli, rien ne peut être plus juste que de mettre le peuple d'un territoire à l'abri de toute ingérence étrangère afin qu'il soit en mesure de décider de son propre destin, sous réserve de la Constitution des États-Unis. »

De plus, Buchanan affirma qu'un code de l'esclavage à l'échelle fédérale devait protéger les droits des propriétaires d'esclaves dans l'ensemble des territoires, faisant allusion à l'affaire Scott v. Sandford, toujours en instance devant la Cour suprême, et qui devait selon lui régler définitivement la question de l'esclavage. En réalité, Buchanan avait déjà eu connaissance du verdict et avait même joué un rôle actif dans la prise de décision finale.

## Composition du gouvernement
À l'approche de la cérémonie d'investiture, Buchanan commença à former un cabinet qu'il voulait harmonieux afin de ne pas retomber dans les luttes intestines qui avaient affecté l'administration d'Andrew Jackson. Buchanan entendait être le chef indiscuté du cabinet et les individus choisis pour composer ce dernier étaient généralement favorables à ses idées politiques. Prévoyant de concentrer les travaux de son administration sur la politique étrangère, domaine dans lequel l'influence du président s'exerçait de façon très nette, il nomma Lewis Cass, un politicien âgé, au poste de secrétaire d'État. Cass fut rapidement marginalisé au sein de l'administration et Buchanan supervisa directement les affaires étrangères avec l'aide du secrétaire d'État assistant John Appleton. Parmi les membres initiaux du cabinet figuraient quatre sudistes et trois nordistes dont un, le secrétaire à la Marine Isaac Toucey, avait la réputation d'être un doughface, c'est-à-dire un sympathisant du Sud. Cass était presque sénile et le procureur général Jeremiah S. Black, bien que n'ayant pas d'inclination particulière à l'égard du Sud, méprisait les abolitionnistes et les partisans du sol libre.
L'entrée au gouvernement de sudistes ou de sympathisants du Sud aliéna au président de nombreux soutiens dans le Nord et l'absence de partisans de Stephen A. Douglas au sein du cabinet divisa le parti. Même si le retrait de Douglass à la convention démocrate de 1856 avait permis à Buchanan de l'emporter, ce dernier n'avait aucune considération pour son rival et lui préférait Jesse Bright, qui ambitionnait de remplacer Douglass en tant que chef des démocrates du Midwest. En dehors du cabinet, Buchanan conserva la plupart des fonctionnaires nommés par Pierce mais révoqua un nombre disproportionné de nordistes proches de Pierce ou de Douglass. Les relations entre Buchanan et son vice-président, John C. Breckinridge, s'envenimèrent rapidement et celui-ci ne joua pratiquement aucun rôle au sein de l'administration.

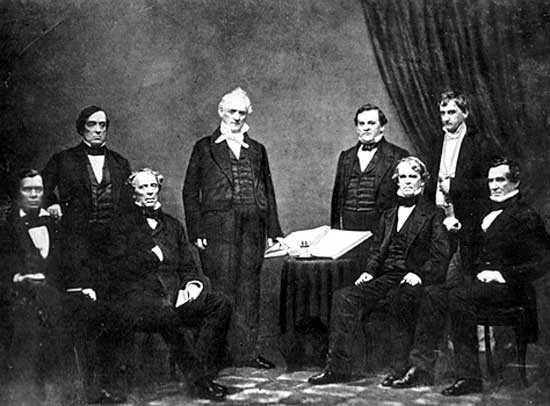
Le président Buchanan entouré de son cabinet, vers 1859. De gauche à droite : Jacob Thompson, Lewis Cass, John B. Floyd, James Buchanan, Howell Cobb, Isaac Toucey, Joseph Holt et Jeremiah S. Black.

## Nominations judiciaires
Buchanan nomma un juge, Nathan Clifford, à la Cour suprême des États-Unis. Originaire du Maine, Clifford avait servi aux côtés de Buchanan dans le cabinet du président James K. Polk et ses analyses sur les grands problèmes du moment rejoignaient en grande partie celles de son ancien collègue. Il succéda à Benjamin Robbins Curtis qui avait démissionné en signe de protestation contre l'arrêt Scott v. Sandford. De nombreux sénateurs nordistes s'opposèrent à la nomination de Clifford mais celui-ci fut confirmé dans ses nouvelles fonctions par 26 voix contre 23. Une deuxième vacance se produisit avec la mort du juge Peter Vivian Daniel en 1860. Buchanan désigna en remplacement le procureur général Black. Le processus de confirmation se déroula juste après l'élection présidentielle de 1860 et la nomination de Black fut rejetée à une voix près. La vacance ne put ensuite être comblée et le siège était toujours vide lorsque Buchanan quitta ses fonctions. En dehors de Clifford, Buchanan nomma sept juges fédéraux à des cours de districts.

## Politique étrangère
Buchanan arriva à la Maison-Blanche avec un programme de politique étrangère ambitieux qui visait principalement à affermir l'hégémonie américaine en Amérique centrale face au Royaume-Uni. Il souhaitait ainsi renégocier le traité Clayton-Bulwer, signé par Washington et Londres en 1850, qu'il considérait comme une erreur préjudiciable à l'influence américaine dans la région. Il avait également pour projet d'établir des protectorats américains dans les États mexicains de Chihuahua et de Sonora, en partie pour y accueillir les membres de la communauté mormone. Par ailleurs, conscient de l'état de décrépitude de l'empire colonial espagnol, Buchanan entendait concrétiser son objectif de longue date d'acquérir Cuba, où l'esclavage était toujours largement pratiqué, en persuadant l'Espagne de vendre la colonie aux États-Unis. À l'issue d'intenses négociations avec les Britanniques, le président convainquit ces derniers de céder les Îles de la Baie au Honduras et la côte des Mosquitos au Nicaragua. Les ambitions de Buchanan à Cuba et au Mexique furent toutefois contrecarrées à la Chambre des représentants par les forces abolitionnistes, farouchement opposées à l'annexion de tout territoire esclavagiste. En outre, Buchanan songea à acheter l'Alaska à l'Empire russe, potentiellement pour en faire une colonie mormone, mais les diplomates américains et russes furent incapables de s'entendre sur un prix.
En ce qui concernait la Chine, les États-Unis adoptèrent une posture de neutralité dans la seconde guerre de l'opium entre 1856 et 1858. Buchanan désigna William Bradford Reed en tant que ministre plénipotentiaire en Chine et celui-ci demeura en poste de 1857 à 1858. Reed, qui avait contribué à la victoire de Buchanan lors de l'élection de 1852 en persuadant la vieille garde du Parti whig de voter pour le candidat démocrate, se fixa rapidement pour objectif de négocier un nouveau traité qui permettrait aux États-Unis de bénéficier des avantages que le Royaume-Uni et la France venaient de s'octroyer par la force aux dépens de la Chine. Ses efforts portèrent leurs fruits avec la signature, en 1858, du traité de Tien-Tsin qui accordait aux diplomates américains le droit de résider à Pékin, diminuait les droits de douane sur les marchandises en provenance des États-Unis et garantissait le libre exercice de la religion pour les étrangers sur le sol chinois. Le traité ouvrit la voie à l'élaboration, au cours des décennies suivantes, d'une nouvelle politique de Washington à l'égard de la Chine, dite « doctrine de la porte ouverte ».
En 1858, Buchanan dépêcha des navires de guerre au Paraguay en réponse à l'incident de la canonnière USS Water Witch, prise pour cible par les forces paraguayennes alors qu'elle était en mission d'exploration scientifique. L'expédition punitive se solda par des excuses du Paraguay et le paiement d'une indemnité.